# Cratere Vlasta
Vlasta  è un cratere sulla superficie di Venere.